# Vinomètre

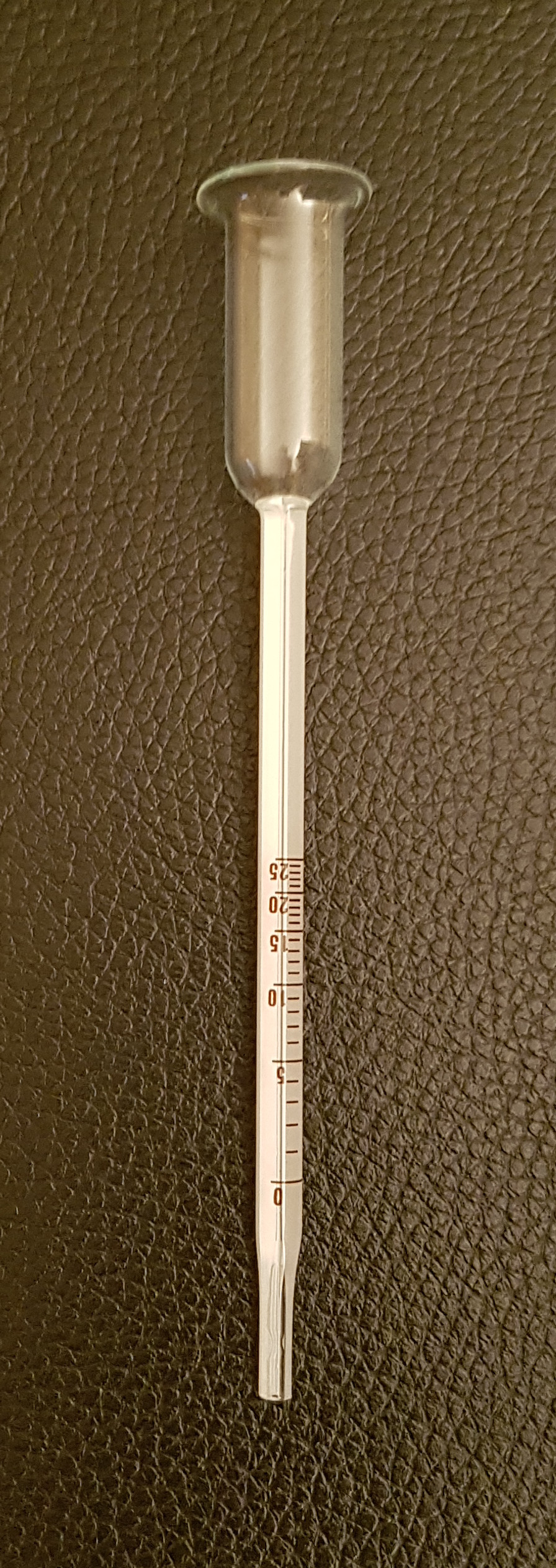
Un vinomètre.

Un vinomètre est un instrument de mesure rapide du degré d'alcool du vin.

## Principe
Le principe repose sur le fait que la tension superficielle du vin est fonction du degré d'alcool du vin.
Lorsque l'on remplit un tube capillaire de vin, les forces superficielles résultantes de cette tension sont dirigées vers le haut alors que la pesanteur entraîne le vin vers le bas.
Il se crée un équilibre entre ces deux forces au fur et à mesure que le vin s'écoule dans le tube. Lorsque le vin s'immobilise dans le bas du tube, la mesure de la position verticale de l'interface vin-air permet d'obtenir le degré d'alcool du vin.

## Mode opératoire
Dans un premier temps, on remplit avec le vin le réservoir du tube capillaire. Le vin s'écoule alors lentement à l'intérieur du tube capillaire.
Lorsque les premières gouttes s'écoulent par le bas du tube, on retourne le tube et on le pose à la verticale en équilibre sur le haut du réservoir.
Le vin s'écoule à nouveau vers le bas jusqu'à une position d'équilibre. La lecture de la graduation du tube capillaire au niveau de cette position d'équilibre, donne directement le degré d'alcool du vin.
Cette mesure doit s'effectuer à une température voisine de celle pour laquelle l'appareil a été étalonné, par exemple 20 degrés Celsius.

## Gamme de mesure
L'instrument ne peut pas être utilisé avec d'autres liquides que le vin. Ainsi il ne permet pas de mesurer le degré d'alcool de la bière, de liqueurs sucrées ou d'alcools forts.
L'étendue de mesure s'étend communément de 0 à 25 degrés.
La précision de l'instrument est de 0,5 degré.